# جيمبو أكوينو
جيمبو أكوينو مواليد 13 أكتوبر 1985 في تارلاك، الفلبين، هو لاعب كرة سلة فلبيني سابق. بدأ مسيرته الاحترافية في سنة 2010. اعتزل اللعب في 2014.

## المسيرة الاحترافية
لعب مع بارانجي جينبرا سان ميغيل في موسم 2010–2011، ثم لعب مع باراكو بول إنرجي في موسم 2011–2012، ثم لعب مع تي إن تي كاتروبا في موسم 2013–2014.